# 氾勝之
氾勝之（？—？），今山東曹縣人，西漢農學家。著有《氾勝之書》。

## 生平
氾氏本姓凡，秦亂時避地氾水，因改姓氾。氾勝之家庭和穆。漢成帝時為議郎，曾任輕車使者，在都城長安附近（今陝西關中地區）指導農業生產，後升任為御史。他總結黃河流域的農業生產經驗，創造精耕細作的區田法，另有溲種法、穗選法、嫁接法等。著有《氾勝之書》十八篇，是現存唯一尚有大量佚文可見的西漢農學著作。